# MN 44. Harckocsi Ezred
A Magyar Néphadsereg 44. Harckocsi Ezred a Magyar Néphadsereg harckocsizó alakulata volt 1950–1987 között.

## Története
Az alakulat 1950. november 1-én alakult meg Jászberényben. Az ún. "Kossuth-hadrend" során hozták létre a budapesti 11. Páncélos Hadtest alárendeltségében működő gyöngyösi 18. Páncélos Hadosztály alakulataként, mint 44. Közepes Harckocsi Ezredet. Az ezred az akkori terminológia szerint hosszabb menetkészültségű "B" típusú alakulat volt. Nem rendelkezett a teljes háborús hadrendi személyi és technikai állománnyal. Az ezred feltöltését a tatai Rákosi Mátyás Páncélos Tiszti Iskola frissen végzett tisztjeivel és az esztergomi 33. Közepes Harckocsi Ezred sorozott állományának átvezénylésével próbálták megoldani. Ekkor az alakulat 3 db T-34-es harckocsival rendelkezett. 1951-ben kezdődött meg az akkori rendszer ellenségeivel az abasári laktanya építkezése. A sorozott állomány zöme Miskolcról és Debrecenből érkezett az alakulathoz. A kiképzések nagyon mostoha viszonyok mellett zajlottak.
Az 1954. évi haderőcsökkentés részeként megszűnt a 18. Páncélos Hadosztály, és az ezred átkerült a 4. Gépesített Hadosztály alárendeltségébe. 1957-ben az 1956-os forradalom leverése után a 44. Közepes Harckocsi Ezredet felszámolták. Bázisán létrehoztak egy gépkocsizó lövészezredet.
Az 1961-ben kezdődő konszolidáció és az 5. Hadsereg létrejötte után ismét létrehozták Abasár helyőrségben a 44. Harckocsi Ezredet. Ekkoriban a 7 harckocsis századok alkották a harckocsi ezred erejét. Ez idő tájt főleg összekovácsolási gyakorlatokat végeztek.
A nagy változás 1963. szeptember 1-vel történt, amikor az újonnan felállított keret hadosztály a 15. Gépkocsizó Lövészhadosztály állományába került át és III-as kategóriájú hosszabb menetkészültségű alakulattá alakították. Az ezred feladata az érettségivel rendelkező legénység tartalékos harckocsizó tisztté képzése volt.
1966-ban létrehozták a 3. Hadtestet, ami átvette a két hosszabb menetkészültségű 4. Gépkocsizó Lövészhadosztály és 15. Gépkocsizó Lövészhadosztály feletti parancsnokságot az 5. Hadseregtől.
Az 1970-es és 1980-as években tartalékos harckocsizó tiszteket képeztek legfőképp az ezrednél. 1982-ben "Élenjáró Ezreddé" nyilvánították. Ez idő tájt kapott az elsőlépcsős alakulatoktól lecserélt T-54-es és T-55-ös harckocsikat. Ekkor töltötték fel hadilétszámra az alakulatot 94 db harckocsival. Kapott 2 db T-72-es harckocsit is kiképzési célokra, illetve egy makettet.
Az ún. RUBIN-feladat keretében, 1987-ben, a 44. Harckocsi Ezredet megszüntették. Az ezredből hozták létre a MH 80. Török Ignác Gépesített Lövészdandárt.
Az Abasáron korábban szolgálatot teljesítő tisztekből, tiszthelyettesekből és tartalékos tisztekből 2004-ben megalakult az „Abasári Honvéd Baráti Kör”, ami a katonai hagyományokat ápolja a településen.

## Parancsnokai
- Kövesdi János százados (1950–1951)
- Fazekas Imre százados (1951)
- Drapál Ferenc őrnagy (1951–1953)
- Iván Gyula őrnagy (1953–1954)
- Serfőző Gyula alezredes (1954–1974)
- Verebélyi Géza alezredes (1974–1977)
- Kováts József alezredes (1977–1986)
- Mádi János alezredes (1986–1987)